# Komputer pokładowy

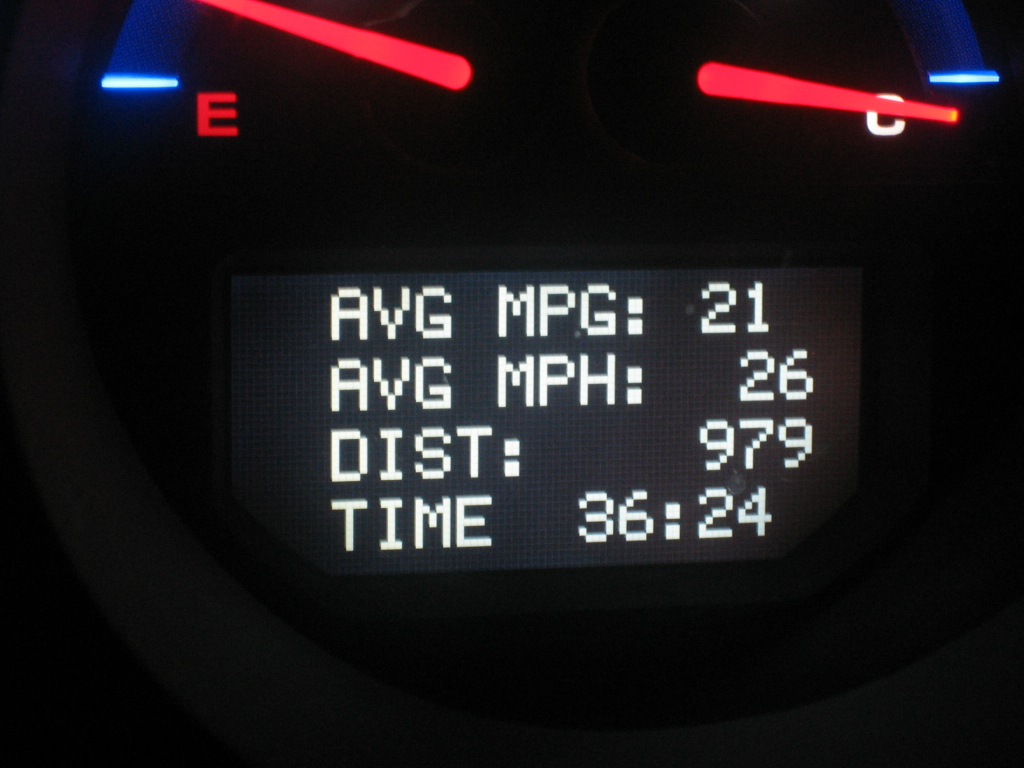
Wyświetlacz komputera pokładowego w Acura TL z 2004 r., śledzący średni przebieg, średnią prędkość i odległość.

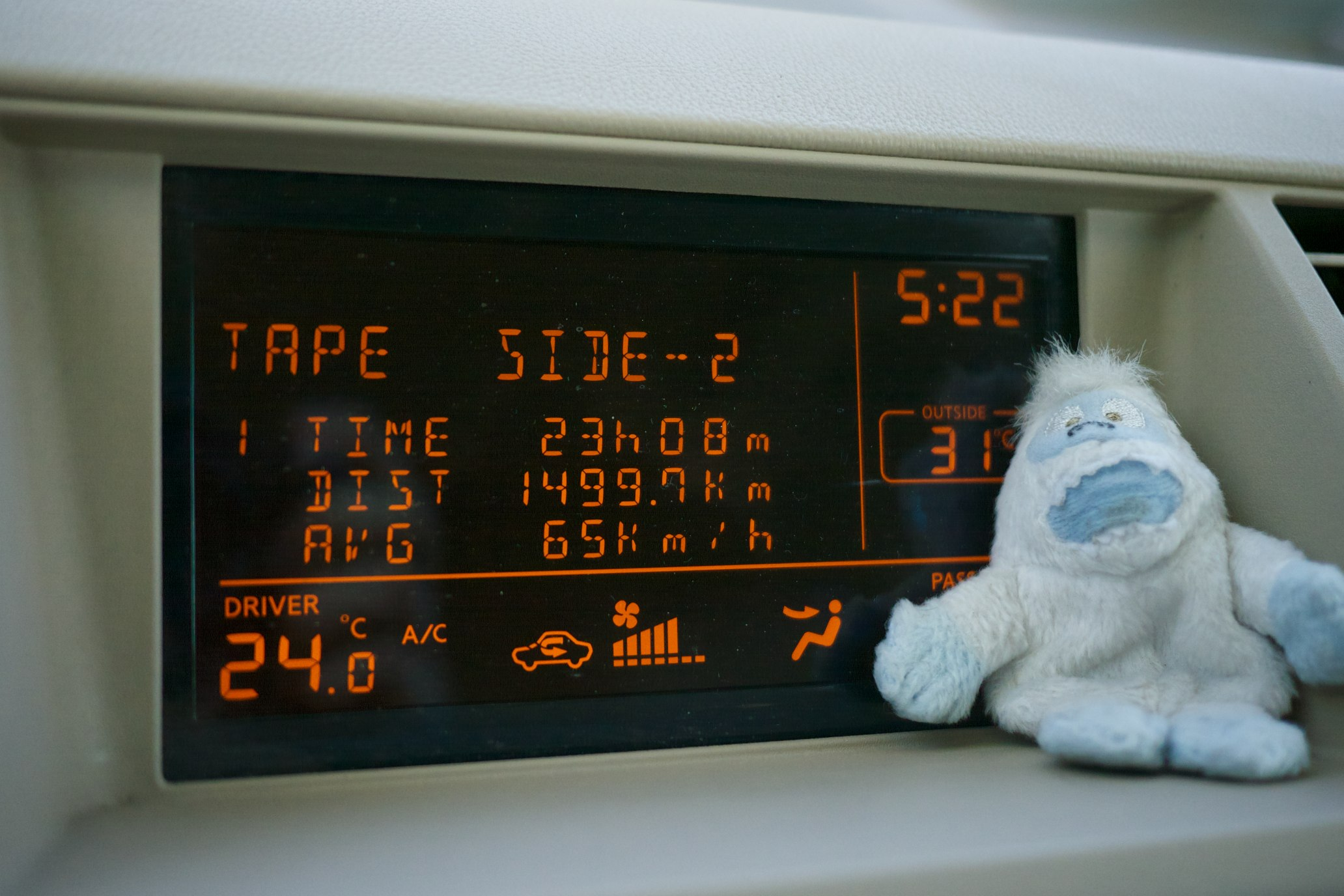
Wyświetlacz komputera pokładowego w Nissanie Murano.

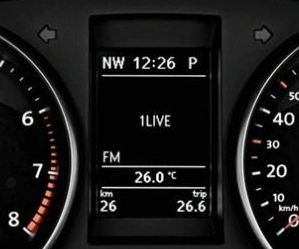
Komputer FIS w VW Golf VI (2008–2012)

Komputer pokładowy (ang. trip computer, niem. Multifunktionsanzeige) – urządzenie montowane w niektórych samochodach do rejestrowania, obliczania i wyświetlania przejechanego dystansu, średniej prędkości, średniego zużycia paliwa oraz zużycia paliwa w czasie rzeczywistym.

## Historia
Pierwsze mechaniczne komputery pokładowe zwane Rally Computer powstały w latach 50. XX wieku. Miały one umożliwiać kierowcy śledzenie czasu i odległości wraz z dopasowaniem do średniej prędkości, co miało być szczególnie przydatne w rajdach, w których konieczne było zrobienie etapu w zadanym czasie. Jedno z pierwszych akcesoriów tego typu to Speedpilot, produkowany przez szwedzką firmę Halda. Speedpilot był montowany m.in. w Saabie GT750 w latach 1958-1962.
Typowo osobowe auto jakim był Fiat 1900 z 1952 roku, było standardowo wyposażone w urządzenie mechaniczne, zwane po włosku mediometro, które pokazywało średnią prędkość, a nawet automatycznie pomijało postoje. W 1978 roku dział Cadillac koncernu General Motors wprowadził na rynek komputer pokładowy „Cadillac Trip Computer” zwany również „Tripmaster”, który był dostępny do dokupienia do modelu Cadillac Seville. Chrysler również wprowadził elektryczny komputer pokładowy do swojego najtańszego modelu Omni/Horizon.

## Nazwy
- Tripmaster lub Cadillac Trip Computer we wczesnych Cadillacach.
- MFA od niem. Multifunktionsanzeige.
- FIS od niem. Fahrer Information System zwłaszcza w samochodach Volkswagen Group.